# Лев (Дюрер)
«Лев» (нім. Löwe) — малюнок німецького художника Альбрехта Дюрера, створений 1494 року. Зберігається в Гамбурзькій картинній галереї.

## Короткий опис
Малюнок зроблено на пергаменті акварельними і гуашними фарбами. Через таку змішану техніку його зараховують як до малюнків, так і до картин Дюрера. Очевидно, малюнок був створений під час першої подорожі Дюрера до Венеції, про що, зокрема, свідчить ранній варіант його монограми, який Дюрер використовував у той час.
Німецький мистецтвознавець Едуард Флехзіґ припускає, що «Лев» був «новорічною листівкою», яку Дюрер надіслав у кінці 1494 року до Нюрнберга. Золоте тиснення на малюнку подібне до оздоблення малюнка «Ісус-дитина», створеного 1493 року, який зараз зберігається в Альбертіні (Відень).
Неприродна напівлежача-напівстояча поза лева породила різні припущення про те, що послужило Для Дюрера моделлю. Якщо спершу мистецтвознавці гадали, що йдеться про натурний малюнок. То згодом стало зрозуміло, що прототипом Дюрерового лева мав бути якийсь невідомий лев-емблема євангеліста Марка. Загалом вважається, що Дюрер для своєї картини послуговувався різними зразками: голова має типовий геральдичний характер, тоді як надто худе тіло могло бути перемальовано з іншої тварини, наприклад, собаки.
Ледь видовжена фігура лева з незвично довгим хвостом нагадує зображення небесних тіл в ілюмінованих рукописах, зокрема бога Соля, відомого Дюреру з середньовічних рукописів.